# Позолоченный век

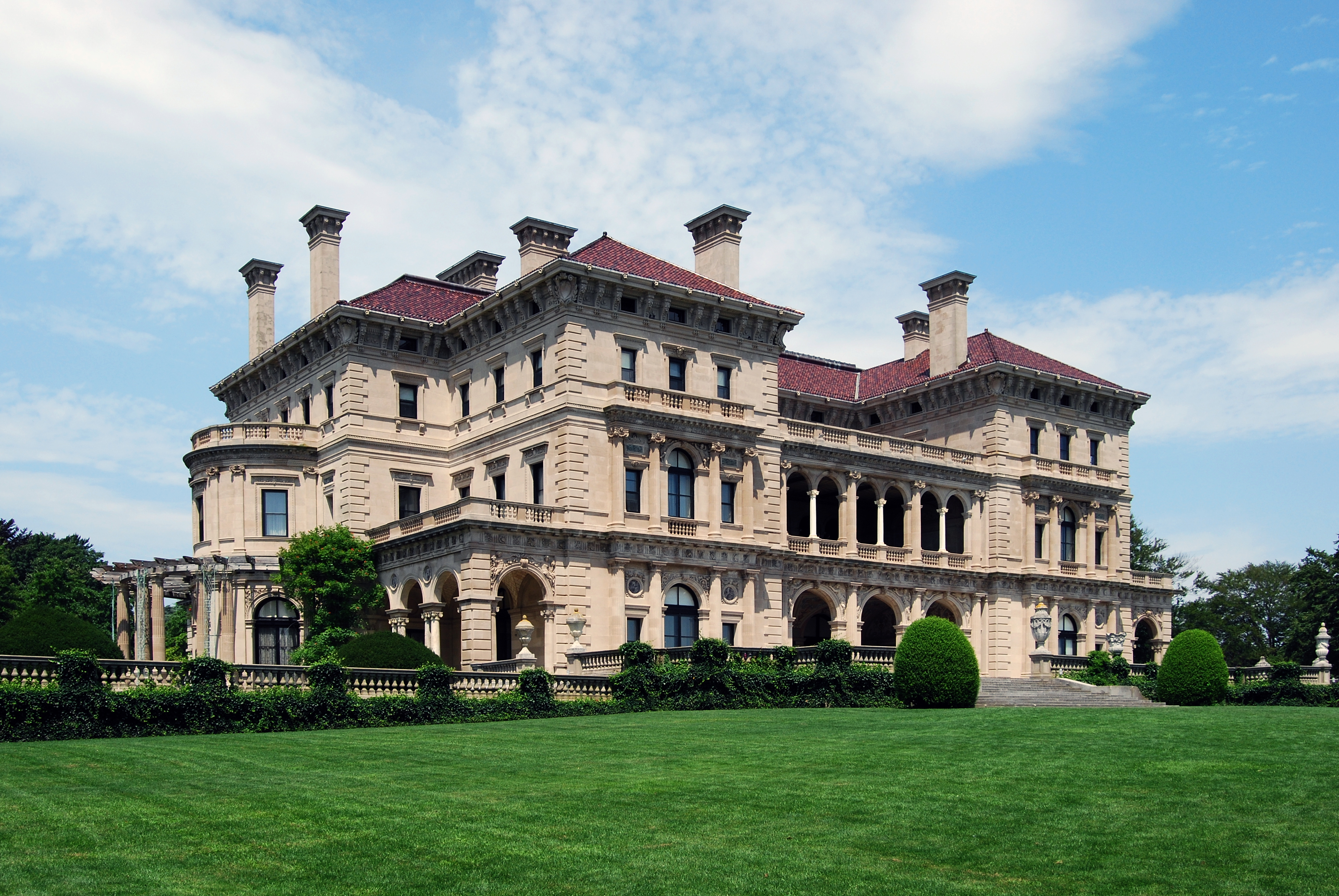
Дом семьи Вандербильт в Ньюпорте, штат Род-Айленд, образец архитектуры «позолоченного века»

Позолоченный век (англ. Gilded Age) — эпоха быстрого роста экономики и населения США после гражданской войны и реконструкции Юга. Название происходит из книги Марка Твена и Чарльза Уорнера «Позолоченный век» и обыгрывает термин золотой век, который в американской истории был позолочен лишь на поверхности.
Считается, что современная американская экономика была создана в эпоху «позолоченного века». В 1870-х и 1880-х годах как экономика в целом, так и заработная плата, богатство, национальный продукт и капиталы в США росли самыми быстрыми темпами в истории страны. Так между 1865 и 1898 гг. посевы пшеницы выросли на 256 %, кукурузы — на 222 %, добыча угля — на 800 %, а общая длина железнодорожных путей — на 567 %. Доминирующей формой организации бизнеса стала корпорация. К началу XX века доход на душу населения и объём промышленной продукции в США стали самыми высокими в мире. Душевой доход в США вдвое превысил германский и французский и на 50 % — британский. В эпоху технологической революции бизнесмены строили на Северо-Востоке США новые индустриальные города с градообразующими фабриками и заводами, на которых работали наёмные рабочие из разных стран Европы. Мультимиллионеры, такие как Джон Рокфеллер, Эндрю Меллон, Эндрю Карнеги, Джон Морган, Корнелиус Вандербильт, семья Асторов, приобрели репутацию баронов-разбойников. Рабочие начали объединяться в пока ещё небольшие профсоюзы, такие как Американская федерация труда.
Политическая жизнь США в эпоху «позолоченного века» в основном состояла в борьбе между Республиканской и Демократической партиями, к которой лишь изредка присоединялись другие партии. Практически все влиятельные люди в американской политике принадлежали либо к одной, либо к другой партии. Наиболее обеспеченный класс американского общества купался в роскоши, но не забывал также и о филантропии, которую Карнеги называл «Евангелием от богатства», поддерживая тысячи колледжей, госпиталей, музеев, академий, школ, театров, библиотек, оркестров и благотворительных обществ. Один только Джон Рокфеллер на благотворительность пожертвовал свыше 500 миллионов долларов, что составило более половины его совокупного состояния.
Господствовавшая в эту эпоху архитектура стиля бозар развивалась на основе школы неоренессанса.
Конец «позолоченного века» совпадает с экономическим кризисом 1893 года, после которого депрессия, продолжавшаяся до 1897 г., оказала существенное влияние на президентские выборы в США 1896 г., в свою очередь положившие начало эре прогрессивизма.

## Экономическое развитие
«Позолоченный век» базировался на индустриализации, в особенности на развитии тяжёлой промышленности: фабрик, железных дорог, угольных шахт. Производство стали в США в этот период превзошло совокупное производство в сталелитейной промышленности Великобритании, Германии и Франции. Первая трансконтинентальная железная дорога США, открытая в 1869 г., позволяла доставлять грузы и пассажиров с восточного побережья на западное за шесть дней. Общая длина американских железных дорог между 1860 и 1880 гг. выросла в три раза, а к 1920 г. — ещё втрое. Необходимость в финансировании крупных промышленных предприятий и железных дорог стимулировала консолидацию капиталов на Уолл-стрит. К 1900 г. этот процесс привел к образованию новых больших корпораций в большинстве отраслей промышленности, трестов.
Особенностью экономики «позолоченного века» была всё более высокая степень механизации производства с целью понизить себестоимость продукции. Фредерик Тейлор заметил, что производительность труда в сталелитейной промышленности может быть повышена, если при введении механизации рабочие делают больше операций за меньший промежуток времени. Его технологические инновации позволили увеличить скорость механизмов и уменьшить зависимость фабрик от наёмного труда. Механизация позволила также нанимать на работу малоквалифицированных рабочих, производящих одни и те же простые операции под руководством опытных мастеров и инженеров. Квалифицированные рабочие требовались на машиностроительных заводах. Количество наёмных рабочих, как квалифицированных, так и неквалифицированных, и оплата их труда росла.
Чтобы удовлетворить растущие потребности промышленности в квалифицированной рабочей силе, появилось множество инженерных колледжей. Сложный бюрократический аппарат с иерархией подчинённости и статистической отчётностью, созданный для управления железными дорогами, был введен и в остальных отраслях экономики. В крупных корпорациях появилась система карьерного роста, и служащие на сравнительно высоких должностях по уровню доходов сравнялись с владельцами мелкого бизнеса, образовав средний класс.
«Позолоченный век» был периодом длительного устойчивого развития американской экономики, который лишь однажды, в 1873 г., прервал короткий экономический кризис. В эту эпоху США перехватили у Великобритании лидерство в промышленной революции. Многочисленные новые технологии, включая электричество, способствовали освоению богатства природных ресурсов страны. Вместе с тем в США добывающие отрасли экономики не преобладали над обрабатывающими, и производящая экономика здесь по мере освоения природных ресурсов становилась всё более капиталоёмкой. За 1880-е годы валовой внутренний продукт удвоился, а национальное богатство возрастало на 3,8 % в год.

## Политическая жизнь
Образование профсоюзов на Северо-востоке происходило после 1870 г. Чтобы добиваться от хозяев увеличения заработной платы и улучшения условий труда, они часто прибегали к забастовкам. Одной из самых известных была Великая железнодорожная забастовка 1877 г., продолжавшаяся 45 дней и сопровождавшаяся яростными нападениями на собственность железной дороги. Забастовка была подавлена федеральными войсками, прибывшими по приказу президента Хейза. В 1886 г. новая крупная забастовка имела место на железных дорогах Юго-Запада. Это было одно из первых значительных выступлений рабочих, организованное организацией Рыцари труда. В том же году Рыцари труда собрали митинг рабочих в Чикаго, вылившийся в знаменитый бунт на Хеймаркет, в память о котором был установлен праздник Первое мая. В США оба эти события общественное мнение оценивало негативно, и поддержка Рыцарей труда рабочими резко сократилась. Между 1886 и 1890 гг. численный состав этой организации упал с 700 до 100 тысяч человек. Последняя крупная забастовка железнодорожных рабочих в XIX в. произошла в 1894 г. Это была знаменитая Пулмановская стачка, в результате которой был создан Американский союз железнодорожников, один из первых в США общенациональных профсоюзов, возглавляемый Юджином Деббсом. Другим общенациональным профсоюзом США была Американская федерация труда, существовавшая с 1881 г.
Кроме выступлений рабочих общественное мнение США шокировали скандалы предшествующей эры Реконструкции: коррупция высших чиновников, массовое взяточничество, сомнительные сделки при распределении правительственных контрактов (особенно при финансировании строительства Первой трансконтинентальной железной дороги) и вообще скандальная репутация администрации президента Гранта. Коррупция в органах власти вызвала раскол в рядах правящей республиканской партии, и сторонники реформ поддержали кандидата от демократов Гровера Кливленда.
Общественное мнение склонялось к тому, что вмешательство правительства в экономическую деятельность неизбежно приводит к коррупции, фаворитизму, взяткам, неэффективности и перерасходу государственных средств. Идеалом «позолоченного века» стал свободный рынок. Демократы требовали также снижения таможенных тарифов и налогов, сокращения правительственных расходов, политики Laissez-faire (невмешательства государства в экономическую жизнь), прекращения внешнеполитической экспансии и выступали против американского империализма.
Переход власти от республиканцев к демократам сопровождался продвижением людей на государственные должности в местных, региональных и общенациональных органах по партийному признаку согласно действовавшей в то время системе добычи. В том числе и государственные контракты доставались сторонникам партии, победившей на выборах. Города как правило контролировались местными политическими объединениями, такими как Таммани-холл в Нью-Йорке, которым руководил босс Твид.
При голосовании как в Конгрессе, так и на президентских выборах, разрыв между республиканцами и демократами был невелик, и его исход мог зависеть от политической позиции какой-либо мелкой группировки. Для привлечения сторонников, кандидаты от республиканцев обычно «размахивали окровавленной рубашкой», то есть обвиняли демократов в катастрофе гражданской войны и по-прежнему пользовались расположением избирателей американского Севера. Демократы преимущественно опирались на поддержку Юга и открыто прославляли «stars and bars» (знамя Конфедерации). Поддерживая газеты, обе партии поощряли развитие жёлтой прессы, в которой происходил сдвиг от фактов и нейтральной точки зрения к сентиментальным историям и сенсациям.

## Иммиграция
В эпоху «позолоченного века» в США прибыло около 10 миллионов иммигрантов. Эта волна иммиграции получила название «новой» в отличие от «старой иммиграции» периода 1791—1849 гг. Часть «новых» иммигрантов были успешными фермерами, которые хотели получить больше земли под свои хозяйства. Другие были бедными крестьянами, привлеченными американской мечтой и нашедшими в Америке работу на мельницах, шахтах и фабриках. Лишь немногие из них ехали на Юг, впавший в бедность после гражданской войны. Чтобы принять и устроить многолюдный поток иммигрантов из Европы, федеральное правительство организовало специальный центр на острове Эллис в Нью-Йорке близ статуи Свободы.
На строительство железных дорог в Калифорнии и других западных штатах широко привлекались иммигранты из Китая, прибывавшие через Тихий океан на западное побережье США. Согласно переписи 1870 г. в США было 63 254 человек китайского происхождения. К 1880 г. их количество возросло до 105 613 человек. Американская федерация труда и другие профсоюзы протестовали против использования на работах китайских иммигрантов как по причине экономической конкуренции, так и по расовым мотивам. До 1943 г. для иммигрантов из Китая была запрещена натурализация, но их дети, родившиеся в США, по закону становились американскими гражданами. В 1882 г. Конгресс принял Акт об исключении китайцев, запрещавший дальнейшую иммиграцию из Китая. Исключение допускалось лишь для некоторых категорий бизнесменов и студентов. После этого китайское население в США сократилось к 1920 г. до 62 тысяч человек. Многие из них вернулись в Китай, но большинство осталось в США, поселившись в китайских кварталах, которые во многих американских городах (прежде всего в западных штатах) составили целые районы, «чайнатауны».

## Американские города
Индустриализация на американском Севере сопровождалась урбанизацией, поскольку расположенным там крупным промышленным предприятиям требовались рабочие, селившиеся от них поблизости. Население Нью-Йорка, Филадельфии, Чикаго и других крупных промышленных центров в эпоху «позолоченного века» перевалило за миллион. Рост населения сопровождался изменениями архитектуры и городского транспорта, которые придали им современный облик. Известный архитектор Луис Салливен был пионером в строительстве небоскрёбов. Важным для таких высотных построек нововведением стали лифты Элиша Отиса. Лошадей на городских улицах постепенно сменили железные дороги, метро и трамваи.
Вновь прибывшие иммигранты обычно селились в беднейших городских районах, таких как Адская кухня в Нью-Йорке. Там процветала преступность. Стандарты жизни в этих районах были низкими, семьи жили скученно в перенаселённых домах.

## Социальный дарвинизм
В конце XIX в. большую популярность приобрела теория Чарльза Дарвина о естественном отборе. Герберт Спенсер распространил идеи Дарвина на человеческое общество, создав теорию социального дарвинизма. Эта теория оправдывала социальное неравенство «выживанием наиболее приспособленных». Идеи социального дарвинизма объединялись с представлениями о свободном рынке и политике Laissez-faire. Хотя теория социального дарвинизма не была принята в Америке всеми, она стала чрезвычайно популярной.
В противовес ей распространялись идеи о помощи бедным. Так Генри Джордж в своей книге «Прогресс и бедность» предлагал ввести прогрессивный налог для сближения доходов бедных и богатых. Торстейн Веблен в книге «Теория праздного класса» акцентировал внимание на чрезмерное потребление и праздность богатых, а Эдвард Беллами представлял будущее Америки как социалистического рая. К этим теориям примыкали религиозные воззрения о «социальном евангелии», сторонники которых организовали такие общества как YMCA и Армия спасения. Джейн Аддамс и другие социальные работники в этот период добровольно взяли на себя заботы об организации детских яслей, библиотек, пансионов для молодых работниц и других благотворительных предприятий в пользу бедных горожан.

### Статьи
- Pratt, Sereno S. Who Owns the United States? (англ.) // The World's Work: A History of Our Time[англ.] : magazine. — 1903. — December (vol. VII). — P. 4259—4266.
- The Monopoly of "Natural Products" (англ.) // The World's Work: A History of Our Time[англ.] : magazine. — 1904. — January (vol. VII). — P. 4287—4290.